# 科利爾鎮區 (阿肯色州格林縣)
科利爾鎮區（英語：Collier Township）是位於美國阿肯色州格林縣的一個行政鎮區。

## 地方資料
科利爾鎮區的面積為43.55平方千米，當中陸地面積為42.79平方千米，而水域面積為0.76平方千米。根據2010年美國人口普查的數據，當地共有人口377人，而人口密度為每平方千米8.66人。